# 哲姆寺
哲姆寺，位于西藏自治区日喀则市康马县，是一座藏传佛教格鲁派寺院。

## 简介
哲姆寺创建于吐蕃时期的823年，起初属宁玛派，后来改宗格鲁派。
该寺坐西朝东，面积650平方米，东部是厨房、僧舍；西部是经堂、佛殿，均为石砌。经堂坐西朝东，面积120平方米，其北侧是佛殿，面积80平方米。该寺的壁画、塑像在文化大革命中全部被毁。该寺前方大约80米处有一座石砌多门塔，占地面积196平方米，残高10米。该塔外形为坛城形，塔座平面呈现“亚”字形，共有三层须弥座，塔心上立有一石砌覆钵，肥短比例，带有元朝或者更早期的覆钵式塔之特征。